# Лазер
Лазерът (на английски: laser – light amplification by stimulated emission of radiation – усилване на светлина чрез стимулирано излъчване на радиация) е източник на монохроматична, кохерентна, насочена светлина. Той излъчва насочен, кохерентен сноп с постоянна дължина на вълната), постоянна фаза и голяма яркост, за разлика от некохерентните източници като лампите с нажежаема жичка, които излъчват вълни в почти целия електромагнитен спектър и във всички посоки. Принципът на действие на лазера е комбинация между квантово-механични и термодинамични процеси.

## Устройство
Лазерът е изграден от следните три основни компонента: активна среда, външен източник на енергия или още наречен източник на напомпване (може да е светлина от газоразрядна лампа, електрически ток, дори топлина), и резонатор (в най-простия си вид той се състои от две огледала, едното от които има коефициент на отражение близък до 100% (наречено глухо), а другото – по-малък от 100% (наречено полупропускливо) – т.нар. система Фабри-Перо (Fabry-Pérot). Така просто описаните три компонента могат да бъдат както миниатюрно устройство с размер под 1 mm, така и доста сложна и обемиста система. Лазерните системи в микроелектрониката например могат да заемат цели стаи.

## Действие
В основата на действието на лазерите лежи принципът на стимулираното излъчване (емисия). Той е обяснен феноменологично от Айнщайн, който извежда своите вероятностни коефициенти (коефициенти на Айнщайн) от чисто термодинамични съображения. Те се отнасят за частица с две възможни енергийни състояния – {\displaystyle |E_{1}\rangle } (квантово състояние с енергия {\displaystyle E_{1}}) и {\displaystyle |E_{2}\rangle } (състояние с енергия {\displaystyle E_{2}}), като {\displaystyle E_{2}>E_{1}}.
При нормални обстоятелства, частицата ще заема по-изгодното за нея енергийно състояние (това с по-малка енергия, а именно {\displaystyle |E_{1}\rangle }. Ако фотон с енергия точно равна на разликата между двете състояния ({\displaystyle \Delta E=E_{2}-E_{1}}) попадне върху частицата, то има вероятност тя да погълне фотона и да премине в по-високо енергийното състояние, а именно {\displaystyle |E_{2}\rangle }. Тази вероятност се нарича вероятност за принудено поглъщане или коефициент на Айнщайн за принудено поглъщане и се бележи с {\displaystyle A_{12}}. В {\displaystyle |E_{2}\rangle } частицата ще остане само известно време, понеже то е енергийно по-неизгодно от {\displaystyle |E_{1}\rangle }, след което ще релаксира отново към {\displaystyle |E_{1}\rangle }. Поради закона за запазване на енергията, разликата {\displaystyle \Delta E} трябва да се отнесе от второ тяло. В някои случаи това е фотон. Вероятността енергията да се отнесе от фотон се нарича вероятност за спонтанно излъчване или коефициент на Айнщайн за спонтанното излъчване. Той се бележи с {\displaystyle B_{12}}. Ако при попадането на фотон върху частицата тя вече се намира в състояние {\displaystyle |E_{2}\rangle }, тогава има вероятност фотонът да принуди частицата да се върне в {\displaystyle |E_{1}\rangle }, при което да излъчи фотон, неразличим от този, предизвикал излъчването. Тази вероятност се нарича вероятност за стимулирана емисия или коефициент на Айнщайн за принудено излъчване и се бележи с {\displaystyle A_{21}}. Той е равен на {\displaystyle A_{12}}. Тоест вероятностите за принудено излъчване и принудено поглъщане са равни.
Ако приемем, че в системата има повече от една частица и по някакъв начин сме успели да накараме повечето частици да се качат в {\displaystyle |E_{2}\rangle }, тогава казваме, че сме постигнали инверсна населеност в системата (в {\displaystyle |E_{2}\rangle } има повече частици, от колкото в {\displaystyle |E_{1}\rangle }). Инверсната населеност е изключително важна за работата на лазера. Без наличие на такава той изобщо няма да работи. Постигането ѝ в някои случаи изобщо не е тривиална задача и създава сериозни проблеми.
Ако вече имаме инверсна населеност в системата и пуснем един фотон с енергия {\displaystyle \Delta E}, тогава той ще принуди една частица да излъчи принудено, при което фотоните ще станат два, те ще принудят още две частици да излъчат, при което фотоните ще станат четири и така нататък, докато не се изчерпят частиците в {\displaystyle |E_{2}\rangle }. Този процес на лавинно умножаване на фотоните е процесът на усилване. Ако средата е достатъчно дълга, усилването ще е достатъчно голямо и ще превиши различните загуби в средата (поглъщане, разсейване и други). Това е условието за получаване на лазерна генерация.
В някои случаи (когато средата е с малко усилване) се оказва, че тя трябва да е некомфортно дълга, за да се получи генерация. Поради тази причина се осигурява обратна връзка (резонатор). Резонаторът е и третата основна част на лазерния генератор. Той осигурява многократно преминаване на лъча през активната среда и съответно многократно усилване (тоест да използваме среда 3 m и само едно преминаване през нея е същото, като използваме среда 30 cm, през която лъчът преминава 10 пъти, отразен многократно от огледалата на резонатора (усилването е едно и също)).
Благодарение на многократното преминаване през активната среда вътре в резонатора лазерното лъчение се формира във вид на лазерен сноп с форма, определена от свойствата на резонатора (вид на огледалата, разстояние между тях, наличие на диафрагма и т.н.) При определени условия в резонатора се формира Гаусов сноп с модова структура, отбелязвана с {\displaystyle TEM_{mn}}. Снопът с най-малка разходимост е така нареченият нулев Гаусов сноп {\displaystyle TEM_{00}}.
Като активна среда първоначално е използван натурален рубинов кристал, а впоследствие – изкуствено синтезиран корунд, който представлява алуминиев оксид Al2O3 – безцветен кристал, но при наличието на малки количества примеси на тривалентен хром Cr3+ кристалът се оцветява в рубинено червено. Именно този хром е в основата на действието на лазера. С помощта на мощна импулсна газоразрядна ксенонова лампа кристалът се осветява, като в резултат електроните от валентната зона преминават на по-високи енергийни състояния като се задържат там 10-8 s и се връщат на енергийно по-изгодно състояние, в резултат на което се отделя фотон.

## История
Първоначално принципът на стимулираното излъчване е приложен за микровълновата област на електромагнитния спектър. Така се появява мазерът (maser = microwave amplification by stimulated emission of radiation), който излъчва сноп от микровълни. По-късно, когато принципът на действие е разширен и приложен за електромагнитни вълни в оптичния диапазон, се появява и лазерът. Първият лазер заработва на 16 май 1960 г. и е създаден от Теодор Майман в лабораторията на компанията Hughes Aircraft на Хауърд Хюз, в Малибу, щат Калифорния и е рубинов кристал с оптично напомпване.
След появата си през 60-те години лазерите се развиват много бурно. Смятало се е, че от тях ще станат чудесни оръжия и военните са инвестирали много средства по време на Студената война.
В наши дни в областта на лазерната техника се работи усилено, понеже те намират много широко приложение в медицината, шоубизнеса, промишлеността, химията, биологията и други.

## Видове
Според активната среда лазерите са:
- твърдотелни
- газови
- багрилни лазери
- лазери със свободни електрони
- полупроводникови лазери

Според дължината на вълната лазерите са:
- в ултравиолетовата област (ексимерни лазери и азотни лазери),
- във видимата (аргонови и хелий-неонови лазери)
- в инфрачервената област (Nd; YAG лазери и лазери с въглероден оксид и въглероден диоксид)

## В България
Първият рубинов лазер в България е пуснат през 1964 г. Никола Съботинов от БАН създава
първия лазер с па̀ри на меден бромид (CuBr лазер) през 1980-те.
Във Физическия факултет на СУ функционира модерна лаборатория за свръхкъси светлинни импулси (това са фемтосекундни импулси: 1 fs = 1.10-15 s).